# Cipriscola fasciata
Cipriscola fasciata là một loài bọ cánh cứng trong họ Cerambycidae.